# Jérôme Champagne

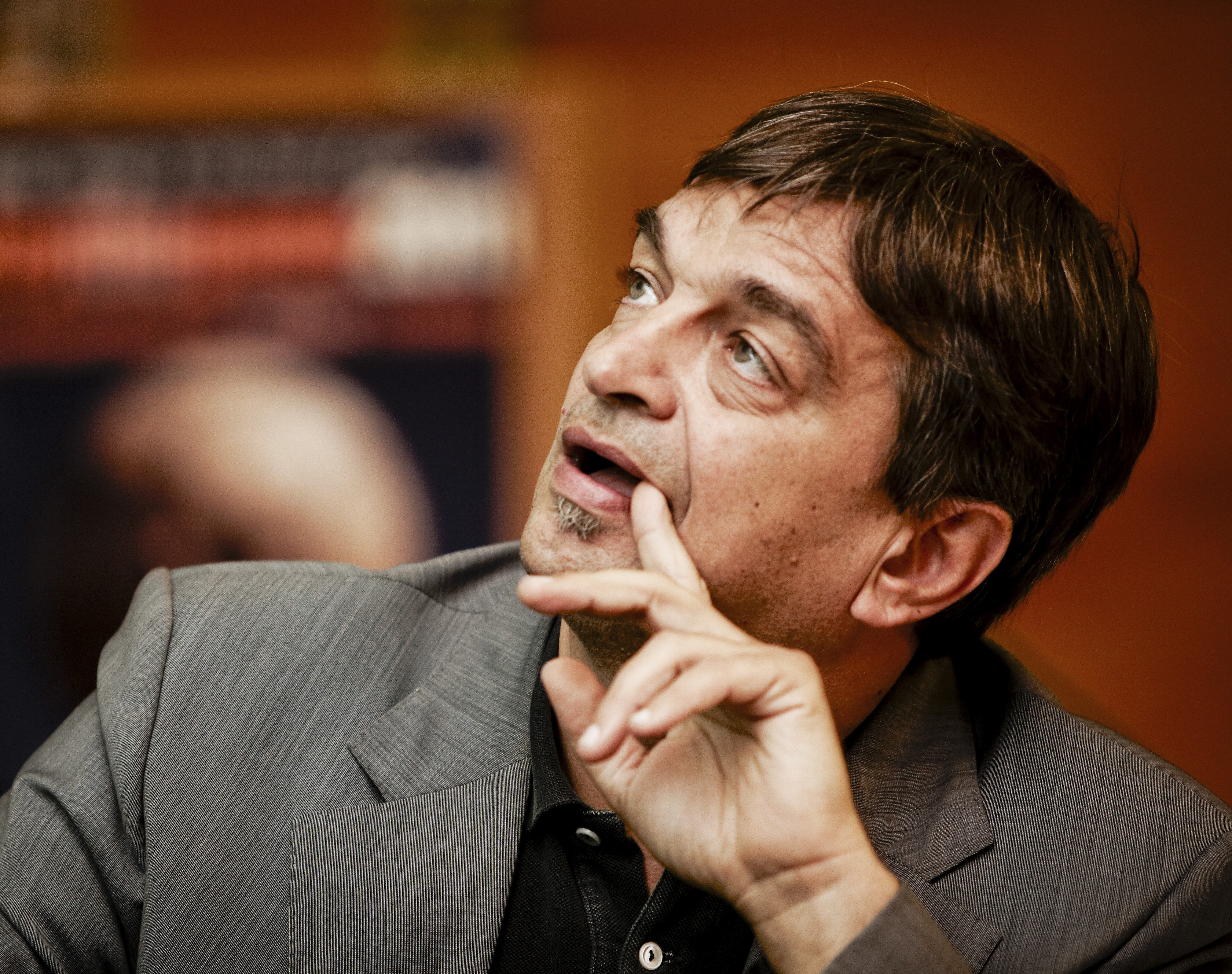
Jérôme Champagne

Jérôme Champagne född 15 juni 1958 i Paris, är en fransk idrottsledare och tidigare diplomat. 
Champagne arbetade inom organisationen för fotbolls-VM i Frankrike 1998 och på Fifa i sedan 2005 bland annat under Sepp Blatter, 1999-2010, där han bland annat var biträdande generalsekreterare 2002-2005. Han lämnade Fifa 2010 och var efter det engagerad i internationella fotbollsprojekt. Han var 2016 en av kandidaterna till att efterfölja Blatter på posten som Fifa-ordförande.

## Källa
1. ↑  SVT 12 november 2015: Han är en av fem som vill ta över Fifa, läst 28 februari 2016